# Adolfo Bárcena López
Adolfo Bárcena López fou un jove de Tordera mort d'un tret de la Guàrdia Civil el 20 febrer de 1977 a Hostalrich.
El 20 de febrer de 1977, la colla del jove, de 22 anys, nascut a Guadalajara, havia quedat en un bar d'Hostalric. Anant cap a l'establiment, la víctima i quatre amics van passar per davant de la caserna de la Guàrdia Civil. Bárcena va fer una frenada, “probablement en travessar-se-li un gat al davant del cotxe”. El sergent Juan Guerrero García i el caporal José García Carballo, que es trobaven de guàrdia a l'exterior, es van alarmar pel soroll i van decidir identificar els ocupants del vehicle.
Els guàrdies van seguir el cotxe fins al bar. Quan els joves en van sortir, es van trobar que els guàrdies els esperaven a la porta i van procedir a identificar-los. Bárcena, que no portava la documentació, va sortir per la porta del darrere i va passar per davant del bar amb el seu cotxe, conduint a poca velocitat. Segons els testimonis, els agents el van veure i van començar a perseguir-lo. Un d'ells va barrar-li el pas i, a partir de llavors, els vehicles van deixar de ser visibles. Molt poc després es va sentir un tret i algú va dir “ja l’han mort”. Segons la versió del caporal, autor material del tret, el jove va llançar-se sobre seu i va haver de disparar-li. Més de 3.000 persones van acompanyar en comitiva el fèretre de Bárcena al cementiri de Tordera.
La família i els amics del jove han protagonitzat el documental titulat Ombres de la Transició: el cas d’Adolfo Bárcena, dirigit i produït per Quim Fors i Santi Barrera, estrenat el 2017. Més de quatre dècades després de l'homicidi, la família i amics segueixen demanant justícia i respostes.